# Completezza (rappresentazione della conoscenza)
Nell'ambito della rappresentazione della conoscenza, una base di conoscenza {\displaystyle KB} si dice completa se non esiste alcuna formula {\displaystyle \alpha } tale che {\displaystyle KB\nvDash \alpha \land KB\nvDash \neg \alpha }.
Un esempio di knowledge base con conoscenza incompleta può essere
{\displaystyle KB:=\{A\lor B\}}
per cui abbiamo che {\displaystyle KB} non implica né {\displaystyle A} né {\displaystyle \neg A}.
Dato un KB coerente, per renderlo completo si può assumere la cosiddetta ipotesi del mondo chiuso, che consiste nel considerare falsi tutti i letterali non implicati dalla base di conoscenza. Nell'esempio sopra, tuttavia, questo non funzionerebbe, in quanto renderebbe la base di conoscenza incoerente. Infatti, per
{\displaystyle KB':=\{A\lor B,\neg A,\neg B\}}
non esiste alcun modello.
Data, invece, la base di conoscenza:
{\displaystyle KB:=\{A\lor B,B\}}
e sfruttando l'ipotesi del mondo chiuso, si ha che {\displaystyle KB\nvDash A\land KB\vDash B}, per cui, oltre ad essere completo, è anche coerente.